# متحف السكك الحديدية الأذرية
متحف السكك الحديدية الأذرية (بالأذربيجانية: Azərbaycan Dəmiryol Muzey) هو متحف للسكك الحديدية في باكو، أذربيجان. افتتح المتحف في 2019. يقع المتحف في ميدان جافار جابرلي، في مبنى محطة سابونتشو التاريخية. يضم المتحف ثلاث قاعات عرض ومتجر للهدايا.